# Ingrés documental

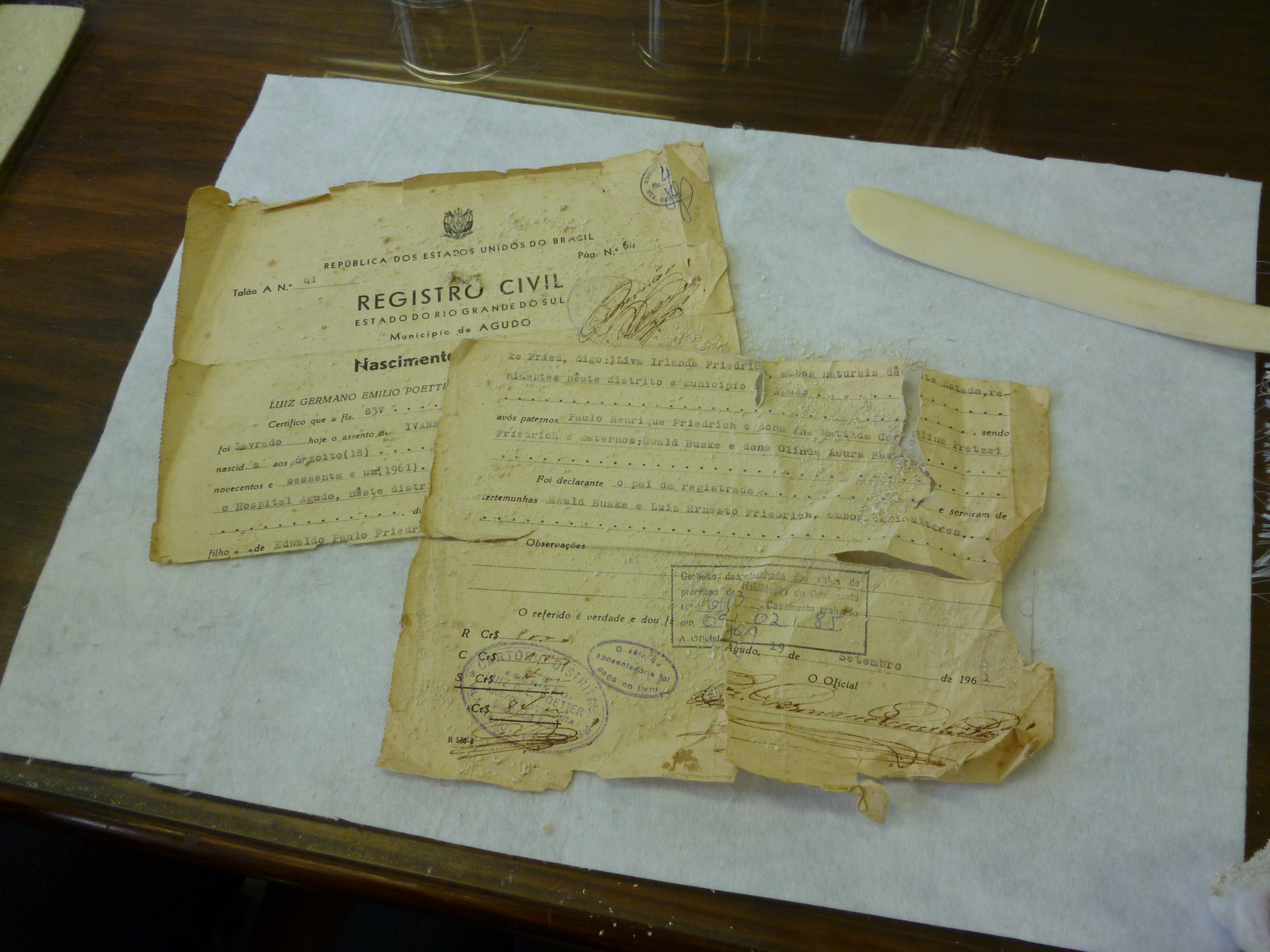
Imatge d'un document en procés de restauració un cop ingressat a un arxiu

Un ingrés documental és l'acció arxivística per la qual un o diversos documents canvien de lloc físic, ja sigui de forma interna o externa, o ja sigui també de forma temporal, permanent... Normalment hi ha dues formes genèriques d'ingrés, que són l'ordinària, i l'extraordinària. Per norma general, l'ingrés documental té com a objectiu principal la restauració, la conservació, o la difusió, entre altres característiques, de la documentació ingressada.

## Formes
Els principals camps que componen l'ingrés documental són la forma ordinària i l'extraordinària. Alhora, dins la forma extraordinària hi ha relacions d'ingrés amb transmissió de domini i sense transmissió de domini, dins les quals, hi ha els diversos tipus d'acció d'ingrés documental, com per exemple, dació, comodat o dipòsit, entre d'altres.
OrdinàriaQuan una documentació és ingressada dins el circuit administratiu d'un mateix sistema d'arxius.
ExtraordinàriaQuan una documentació és ingressada des d'una entitat o persona física exterior i privada. Val a dir que aquesta situació es dona de forma més ocasional que l'ordinària. Tanmateix, pel que fa a la via extraordinària d'ingrés documental podem trobar dues maneres de realitzar aquest ingrés amb les seves formes corresponents. Així doncs, hi ha ingressos amb transmissió de domini i sense transmissió de domini.

### Ingressos extraordinaris de transmissió de domini
- Donació: Cessió gratuïta d'un bé cultural a l'administració. Pot ser plena o condicionada.
- Dació: Procediment jurídic pel qual béns culturals són acceptats per l'Estat en pagament de drets de successió o d'impostos.
- Llegat: Disposició continguda en un testament per la qual una persona destina a una altra la totalitat o part dels seus béns.
- Usucapió: Acte pel qual una persona o institució adquireix la propietat d'una cosa per la seva possessió continuada durant un període determinat de temps.
- Compra/venda: Cessió onerosa en la qual l'administració que adquireix, paga un preu.

#### Ingressos extraordinaris de transmissió sense domini
- Dipòsit: Acte pel qual una persona cedeix la custòdia d'una cosa sota unes condicions determinades. Pot ser gratuït o no, però si ho és, no es converteix en arrendament atès que el dipositari no pot usar la cosa.
- Comodat: Contracte de préstec, pel qual una persona comodant cedeix gratuïtament una cosa al comodatari per tal que sigui utilitzada durant un temps, passat el qual l'ha de retornar. La gratuïtat és un element essencial del contracte, ja que si no esdevé un arrendament.